# 日生町
日生町（ひなせちょう）は、かつて岡山県の南東部に位置し兵庫県と境を接していた町である。2005年3月22日、備前市、吉永町との合併により新たに備前市となり、町役場は備前市役所日生総合支所となっている。

## 概要

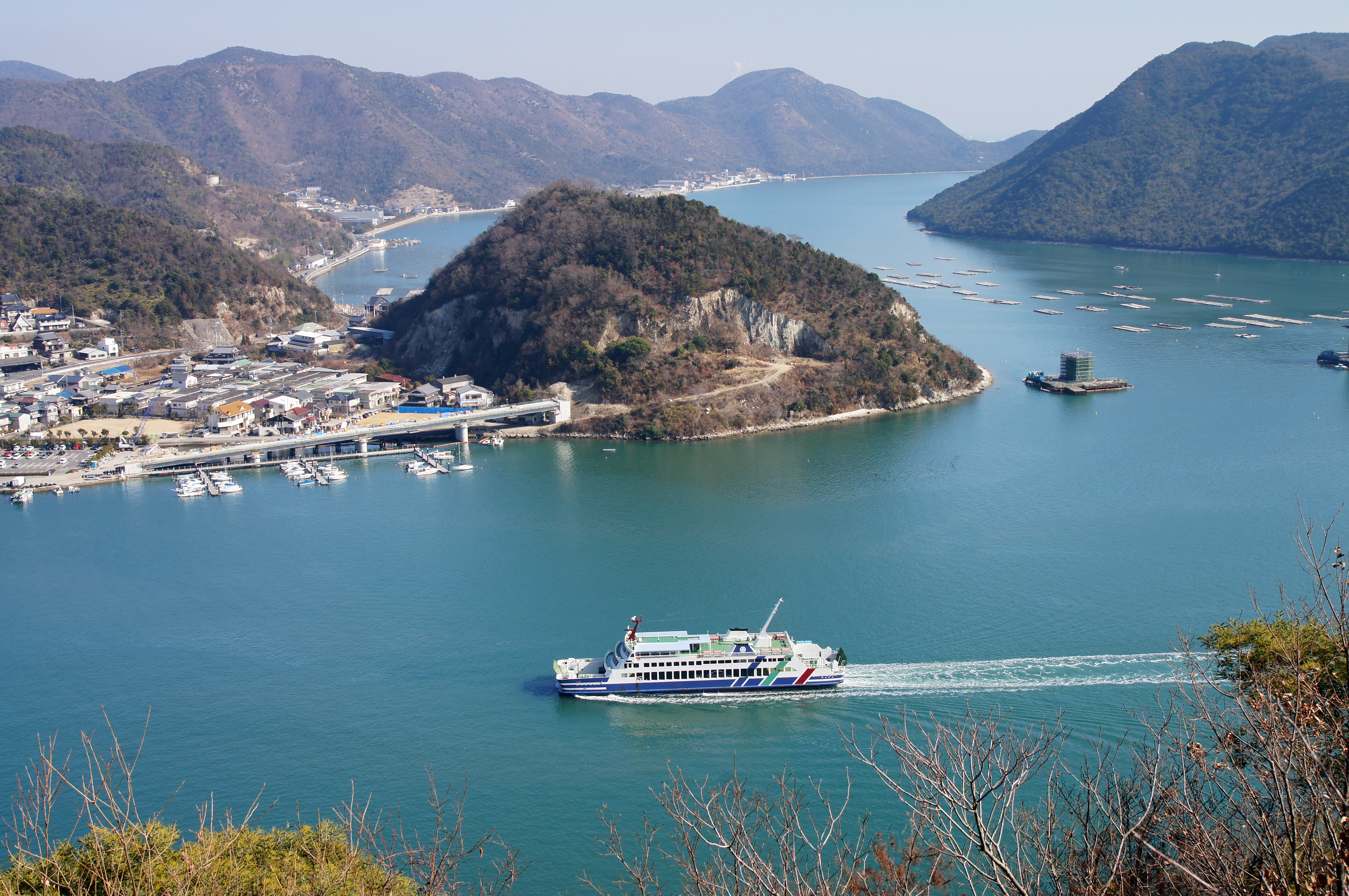
日生港に入港する小豆島行フェリー

瀬戸内海に面し、平地は少なく山林で占められている。日生諸島があり、諸島中最大で岡山県内最大の鹿久居島をはじめ、曽島、鶴島、有人の頭島・大多府島・鴻島などがある。日生諸島及び対岸の小豆島（大部港）へは、日生港からフェリーが出ている。
主産業は漁業。漁港で魚介類を中心とした「五味の市」が開かれ県内はもとより京阪神からの客で賑わっている（火曜日定休日・祝日の場合は翌日）。またカキ養殖が盛んであり、カキオコとよばれる郷土料理で町おこしを行っている。

## 沿革
- 1889年（明治22年）6月1日 - 町村制施行に伴い、和気郡日生村が発足。
- 1906年（明治39年）3月28日 - 日生村が町制を施行し日生町となる。
- 1955年（昭和30年）3月31日 - 和気郡日生町・福河村が合併し新・日生町となる。
- 1963年（昭和38年）9月1日 - 福浦地区（寺山を除く）が兵庫県赤穂市へ越県分離となる。
- 2005年（平成17年）3月22日 - 備前市、和気郡吉永町との対等合併により新・備前市となる。

## 町長
- 横山泰造
- 森谷新一
- 西岡憲康

## 教育
現在はいずれも備前市立。
- 日生町立日生西小学校
- 日生町立日生西小学校鴻島分校（備前市立として2017年3月閉校）
- 日生町立日生東小学校
- 日生町立日生南小学校（備前市立として2016年3月閉校）
- 日生町立大多府小学校（備前市立として2008年3月閉校）
- 日生町立日生中学校

## 交通

### 鉄道
- JR西日本
  - 赤穂線 ： 寒河駅 - 日生駅

### 道路
高速道路
なし
一般国道
- 国道250号

県道
- 岡山県道260号八木山日生線

### 港湾
- 日生港

## 名所・旧跡・観光スポット・祭事・催事
- みなとの見える丘公園
- 加子浦歴史文化館
- 海の駅しおじ
- 五味の市（日生漁協）
- BIZEN中南米美術館